# 裴英起
裴 英起（はい えいき、生年不詳 - 556年）は、中国の東魏から北斉にかけての官僚・軍人。本貫は河東郡聞喜県。

## 経歴
渤海相の裴約の子として生まれた。聡明でユーモアに富み、劇談を好み、礼儀や規範に拘らなかった。東魏に仕えて定州長史に上った。高澄に召し出されて行台左丞となった。武定末年、洛州刺史となった。北斉の天保年間、都官尚書となり、侍中を兼ねた。
天保7年（556年）3月、英起は蕭軌・李希光・東方老・王敬宝らとともに長江を渡り、任約・徐嗣徽らと合流して柵口に進出し、梁山に向かった。梁の帳内盪主黄叢の迎撃を受けて敗れ、前軍の船艦を焼かれた。軍を整えて蕪湖を保った。5月、秣陵故城に到達した。石頭城を襲撃して攻め落とした。6月、英起は鍾山の西で陳霸先率いる梁軍と戦い、長雨に遭って敗れ、捕らえられて殺害された。開府・尚書左僕射の位を追贈された。

## 伝記資料
- 『北斉書』巻21 列伝第13
- 『北史』巻45 列伝第33